# Vagiz Chidijatoellin
Vagiz Chidijatoellin (Russisch: Вагиз Назирович Хидиятуллин, Tataars: Вагыйзь Назир улы Һидиятуллин) (Goebacha, 3 maart 1959) is een voormalig Russisch voetballer van Tataarse afkomst, die als speler uitkwam voor de Sovjet-Unie.

## Biografie
Chidijatoellin begon zijn carrière bij Spartak Moskou, waarmee hij twee keer de landstitel won. Na nog passages bij Sovjet-clubs ging hij in 1988 voor het Franse Toulouse spelen en nog enkele kleine Franse clubs. Hij beëindigde zijn carrière bij Dinamo Moskou en won dat jaar nog de beker met die club.
Van 1978 tot 1990 speelde hij ook voor het nationale elftal van de Sovjet-Unie. Onder leiding van bondscoach Nikita Simonyan maakte hij zijn debuut op 6 september 1978 in de vriendschappelijke wedstrijd tegen Iran (0-1). Chidijatoellin nam in die wedstrijd, gespeeld in het Azadi Stadion (40.000 toeschouwers) in Teheran, de enige treffer voor zijn rekening.
In 1977 was Chidijatoellin met de junioren al wereldkampioen. Op de Olympische Spelen van 1980 won hij de bronzen medaille met zijn team. Hij zat in de selectie voor het WK 1982, maar speelde er niet. Hij nam wel nog deel aan het WK 1990 en werd tweede met zijn land op het EK 1988.
1 Dasajev ·
2 Soelakvelidze ·
3 Tsjivadze  ·
4 Chidijatoellin ·
5 Baltatsja ·
6 Demjanenko ·
7 Sjengelia ·
8 Bezsonov ·
9 Gavrilov ·
10 Hovhannesjan ·
11 Blochin ·
12 Bal ·
13 Daraselia · 
14 Borowski ·
15 Andrejev ·
16 Rodionov ·
17 Boerjak ·
18 Soesloparov ·
19 Jevtoesjenko ·
20 Romantsev ·
21 Viktor Tsjanov ·
22 Vjatsjeslav Tsjanov ·
Coach: Beskov
1 Dasajev  ·
2 Bezsonov ·
3 Chidijatoellin ·
4 Koeznetsov ·
5 Demjanenko ·
6 Rats ·
7 Alejnikaw ·
8 Lytovtsjenko ·
9 Zavarov ·
10 Protasov ·
11 Bilanov ·
12 Visjnevskji ·
13 Soelakvelidze ·
14 Soekristov ·
15 Mychajlytsjenko ·
16 Tsjanov ·
17 Dmitrijev ·
18 Hotsmanov ·
19 Baltatsja ·
20 Pasoelko ·
Coach: Lobanovskyj
1 Dasajev  ·
2 Bezsonov ·
3 Chidijatoellin ·
4 Koeznetsov ·
5 Demjanenko ·
6 Rats ·
7 Alejnikaw ·
8 Lytovtsjenko ·
9 Zavarov ·
10 Protasov ·
11 Dobrovolski ·
12 Borodjoek ·
13 Tsveiba ·
14 Ljoetyj ·
15 Jaremtsjoek ·
16 Tsjanov ·
17 Zygmantovitsj ·
18 Sjalimov ·
19 Fokin ·
20 Gorloekovitsj ·
21 Brosjin ·
22 Oevarov ·
Coach: Lobanovskyj